# Felix Slade
Felix Joseph Slade (* 6. August 1788 in Lambeth, London; † 29. März 1868 in London) war ein englischer Rechtsanwalt und Kunstsammler.

## Leben
Slades Vater Robert Carpenter war Verleger und Buchhändler, seine Mutter Eliza war die Erbin des Foxcroft Anwesens in Yorkshire. Das Paar hatte vier Söhne, von denen zwei – Robert Agnes († im Kindesalter 1787) und Edward Foxcroft († 1809) – früh verstarben. Nach dem Tod seines älteren Bruders William am 10. Januar 1858, der ebenfalls Junggeselle war, erbte Felix das gesamte Vermögen.
Slade war ein großer Sammler von Büchern und Kupferstichen, Keramiken und japanischen Elfenbeinarbeiten. Er besaß auch eine bemerkenswerte Glas-Sammlung, in die er 8000 Pfund investiert hatte und für die von A. W. Franks ein bebilderter Katalog herausgegeben wurde (Privatdruck London 1871).
Slade wurde 1866 zum Fellow der Society of Antiquaries gewählt. Er trug auch zu Ausstellungen des Archæological Institute bei, die einige seiner kuriosen Objekte in ihrer Zeitschrift veröffentlichte.
Slade verstarb unverheiratet am 29. März 1868 in seinem Haus Walcot Place (Kennington Road). Sein Testament wurde am 21. April eröffnet. Sein bewegliches Vermögen betrug 160.000 £.

## Stiftungen
Slade hinterließ seine Kunstsammlungen dem Britischen Museum.
Weiterhin verfügte Slade, dass 35.000 £ für jeweils einen Lehrstuhl zur Förderung des Studiums der Schönen Künste an den Universitäten in Oxford und Cambridge sowie am University College, London, eingerichtet werden sollen.
Die erste Stiftungs-Professur der Slade School of Arts wurde an der Universität Cambridge 1869–1873 mit Sir Matthew Digby Wyatt besetzt.
Der zweite Lehrstuhl eines Slade-Professors wurde erstmals an der Universität Oxford 1870–1879 mit John Ruskin besetzt, der dieses Amt mit der Gründung einer Zeichenschule verband. Nachdem William Blake Richmond von (1879–1883) dieses Amt innehatte, übernahm Ruskin noch einmal diese Position von 1883 bis 1885.
Am University College in London (ULC) wurde am 2. Oktober 1871 Sir Edward Poynter zum Slade-Professor ernannt. Nur die Slade School of Fine Art in London erhielt eine zusätzliche Zuwendung für jeweils sechs Kunst-Stipendien über 50,-£ p. a. für Studenten unter 19 Jahre.
Poyntner etablierte dort die Tradition des figürlichen Zeichnens nach französischem Vorbild und machte bald der Royal Academy Konkurrenz. Nach seinem Rücktritt 1875 sorgte er dafür, dass der Franzose Alphonse Legros der nächste Slade-Professor wurde.